# بيانكور (كيبك)
بيانكور (بالإنجليزية: Biencourt, Quebec)‏ هي بلدية محلية في كيبيك تقع في كندا في Témiscouata Regional County Municipality.  يقدر عدد سكانها بـ 506 نسمة ومساحتها 188.00 كم2 .